# فدية الابن
فدية الابن أو فديون هبن (بالعبرية: פדיון הבן) أو  «فدية الابن البكر الذكر»  طقس يمارسه اليهود ويلاحظ حتى اليوم، خاصة من قبل اليهود الأرثوذكس أو المحافظين، هذه الممارسة هي جزء من قاعدة أعم من أن كل باكورة أعمال الرجل تكرس إلى الله.
على خلفية ما ورد في سفر الخروج 13: 1-3 « وكلّم الرب موسى قائلاً: قدس لي كل بكر فاتح رحم من بني إسرائيل من الناس ومن البهائم، إنه لي. وقال موسى للشعب اذكروا هذا اليوم الذي فيه خرجتم من مصر من بيت العبودية، فإه بيد قوية أخرجكم الرب من هنا», وبمقتضى هذه الوصية، الأبن البكر من بني إسرائيل هو قدس للرب، أي يخصص لخدمة الرب، وبعد أن اختار الله سبط لاوي في سفر العدد 3: 11-13 « وكلّم الرب موسى قائلاً: وها أني أخذت اللاويين من بين بني إسرائيل بدل كل بكر فاتح رحم من بني إسرائيل فيكون اللاوي لي، لأن لي كل بكر » وبعد أن اختيار الرب سبط لاوي لخدمته، أمر الرب أن يقدم الطفل الذكر البكر إلى الكاهن " kohayn " وتقدم عنه فديه (خمسة شواقل) بدلاً من إلتزمه بخدمة الرب طوال حياته « وقال الرب لموسى عُدَ كل بكر ذكر من بني إسرائيل من ابن شهرر فصاعداً وخذ عدد أسمائهم، فتأخذ اللاويين لي أنا الرب، بدل كل بكر فب بني إسرائيل.... من ابن شهر فصاعداً.. فتأخد خمسة شواقل لكل رأس» العدد 3: 40-48
إذا يتحقق الخلاص من خلال إعطاء خمسة قطع شيكل من الفضة إلى الكاهين (سليل أبوي من عائلة الكاهان هارون).
ويحتفل بطقس  فدية الابن البكر  بعد أن يكمل الطفل ثلاثين يوماً، أي في اليوم الحادي والثلاثين من ميلاده، إلا في حالة إذا وقع اليوم الحادي والثلاثين، يوم السبت أو أحد الأعياد اليهودية، ففي هذه الحالة يُرّحل الاحتفال إلى اليوم التالي مباشرة، حيث يُحظر ممارسة المادي بين الكاهن، ووالد الطفل لأن هذه التعاملات المادية تنتهك حرمة السبت.
اختيار اليوم الحادي والثلاثين من عمر الطفل له دلالته عند الرابيين، حيث أن مجرد بقاء الطفل قيد الحياة لمدة شهر، هو إطمئنان أن الطفل سيتمتع بصحة جيدة، وفي نفس الوقت تنفيذ لوصية الرب كما جاءت في التوراة، ومازال هذا الطقس سارياً بين معظم اليهود، هدف هذا الطقس عو إعفاء الأبن البكر الذكر من تكريس حياته لخدمة الهيكل، بعد أن أسند هذا العمل إلى الكهنة (اللاويين لا يقام لهم هذا الطقس على الإطلاق، حيث لا يمكن حسب الشريعة إعفائهم من هذا الالتزام)
هناك العديد من القوانين وضعها علماء ما بعد التلمود بخصوص بعض الحالات التي لا تقوم لهم هذه الطقوس على سبيل المثال:
الطفل المولود ولادة قيصرية يعفى من دفع «فدية الابن الذكر» ويقدم العلماء مبرراً لذلك أن الوصية أكدت على
ولادة الطفل ولادة طبيعية استناد على المصطلح العبري فاتح رحم " peter rechem " التي وردت في سفر الخروج 13: 1-3 «.... قدس لي كل بكر فاتح رحم من بني إسرائيل....», وبالتالي فالولادة القيصرية لا ينطبق عليها هذا الشرط

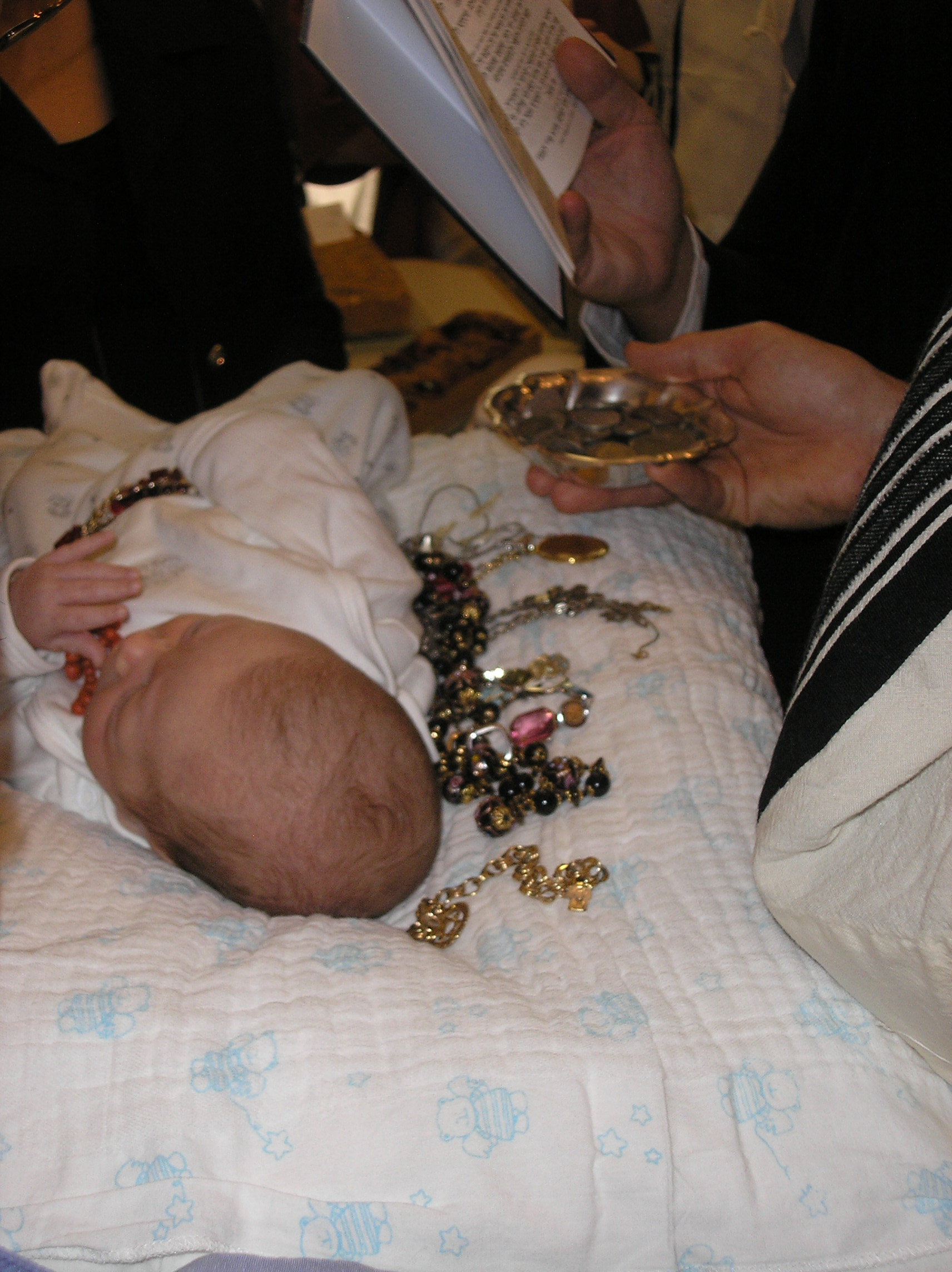